# Panton Geulima
Panton Geulima is een bestuurslaag in het regentschap Bireuen van de provincie Atjeh, Indonesië. Panton Geulima telt 277 inwoners (volkstelling 2010).